# Chiesa di San Biagio ai Taffettanari
La chiesa di San Biagio ai Taffettanari è una chiesa monumentale di Napoli ubicata in via San Biagio ai Taffettanari.
La chiesa venne fondata nel XVI secolo come cappella dei mercanti di Taffetà che risiedevano nella zona; nel 1615 venne rifatta e ampliata e successivamente fu ricostruita anche la facciata, che assunse una connotazione barocca.
Nel 1960 venne restaurata.
L'interno, pianta a croce latina con cappelle, è scandito dai pilastri e cornicioni. Ai lati dell'altare maggiore si segnalano due tele settecentesche di Luigi Pullo.